# PopMatters
PopMatters là một tạp chí trực tuyến quốc tế về phê bình văn hóa cũng như đề cập đến các khía cạnh của văn hóa đại chúng. PopMatters xuất bản các bài đánh giá, phỏng vấn và tiểu luận về các sản phẩm và biểu hiện văn hóa trong các lĩnh vực như âm nhạc, truyền hình, điện ảnh, sách, trò chơi điện tử, truyện tranh, thể thao, sân khấu, nghệ thuật thị giác, du lịch và Internet.

## Lịch sử
PopMatters được thành lập bởi Sarah Zupko, người trước đây đã lập ra trang lưu trữ tài nguyên học thuật nghiên cứu về văn hóa PopCultures. PopMatters ra mắt vào cuối năm 1999 dưới tư cách là một trang web chị em cung cấp các bài tiểu luận, đánh giá và phê bình nguyên gốc về nhiều sản phẩm truyền thông khác nhau. Theo thời gian, trang web chuyển đổi từ việc xuất bản hàng tuần sang định dạng tạp chí xuất bản năm ngày một tuần, mở rộng sang các chuyên mục và bài đánh giá khác. Mùa thu năm 2005, số lượng độc giả hàng tháng đã vượt mốc một triệu. Từ năm 2006, PopMatters bắt đầu đăng tải một số chuyên mục báo tổng hợp cho dịch vụ tin tức McClatchy-Tribune News Service. Đến năm 2009, mỗi tuần tạp chí đăng tải bốn chuyên mục khác nhau liên quan đến văn hóa đại chúng.
Nhà xuất bản PopMatters Book Imprint đã xuất bản cuốn Joss Whedon: The Complete Companion, do Mary Money biên tập, với Titan Books vào tháng 5 năm 2012. Nhà xuất bản này cũng đã xuất bản bốn cuốn sách trong bộ sách với Counterpoint/Soft Skull vào 2008–2009, bao gồm China Underground của Zachary Mexico, Apocalypse Jukebox: The End of the World in American Popular Music của Edward Whitelock và David Janssen, Rebels Wit Attitude: Subversive Rock Humorists của Iain Ellis, và The Solitary Vice: Against Reading của Mikita Brottman.

## Nhân sự
PopMatters xuất bản nội dung từ những người đóng góp trên toàn thế giới. Nhân sự của trang web gồm các cây viết với các mức trình độ khác nhau, từ học giả và nhà báo chuyên nghiệp đến các chuyên gia trong nghề và cả các cây viết mới tham gia viết bài lần đầu. Nhiều tác giả của PopMatters là những tên tuổi có tiếng trong các lĩnh vực nghiên cứu khác nhau. Những người đóng góp đáng chú ý bao gồm David Weigel, phóng viên chính trị của Slate, Steven Hyden, nhân sự viết bài cho Grantland và là tác giả của Whatever Happened to Alternative Nation?, và Rob Horning, biên tập viên của The New Inquiry. Karen Zarker là biên tập viên cao cấp. PopMatters không trả tiền cho người đóng góp.